# Carlos Ohene
Carlos Ohene (Acra, 21 de julio de 1993) es un futbolista ghanés que juega en la demarcación de centrocampista en el PFC Levski Sofia de la Primera Liga de Bulgaria.

## Carrera
Carlos Ohene comenzó su carrera deportiva en el Alki Larnaca de Chipre con el que jugó un total de cuarenta partidos marcando dos goles y dando una asistencia. En el invierno de la temporada 2012-13 ficha por el también chipriota AEL Limassol con el que marcó su primer gol en la victoria contra el Doxa Katokopias por 4 a 0.
En la temporada 2016-17 ficha por primera vez el Beroe Stara Zagora. A principios de la temporada 2018-19 ficha por el Ohod Club saudí, pero en el mercado de invierno vuelve al Beroe Stara Zagora con un contrato de dos años. Durante todo el tiempo que estuvo en el equipo jugó un total de 89 partidos, marcó cuatro goles y dio 7 asistencias.
A inicios de la temporada 2021-2022 ficha por el FC Tsarsko Selo Sofia búlgaro.
En el mercado invernal de la temporada 2021-22 ficha por el CSKA 1948.

## Clubes
| Club                  | País           | Periodo         |
| --------------------- | -------------- | --------------- |
| Alki Larnaca          | Chipre         | 2011-2013       |
| AEL Limassol          | Chipre         | 2013-2016       |
| Beroe Stara Zagora    | Bulgaria       | 2016-2018       |
| Ohod Club             | Arabia Saudita | 2018            |
| Beroe Stara Zagora    | Bulgaria       | 2019-2021       |
| FC Tsarsko Selo Sofia | Bulgaria       | 2019-2021       |
| FC CSKA 1948 Sofia    | Bulgaria       | 2022-2023       |
| FC Hebar Pazardzhik   | Bulgaria       | 2023-2024       |
| PFC Levski Sofia      | Bulgaria       | 2024-Actualidad |